# Kisbelleg
Koordináták: é. sz. 48,1049°, k. h. 18,3511°48.104900°N 18.351100°E
Kisbelleg (régebben: Belleg, szlovákul: Belek) a Szlovákia területén található Bellegszencse településrésze.

## Fekvése
A Nyitrai kerület Érsekújvári járásában, a Garam-menti dombság nyugati részén, Lévától 23 km-re délnyugatra, Barsfüsstől 4 km-re délre, Nagymányától 7 km-re délkeletre, Érsekújvártól 19 km-re északkeletre, Nagysuránytól 13 km-re keletre található. A völgytalpi útifalu 1960-ban egyesült – Bellegszencse (szlovákul: Podhájska) néven – a vele nyugatról egybeépült Szencsével.

## Kultúra, népesség
(Bellegszencse – azon belül a lassan nemzetközi hírű termálfürdő – történetével, jelenlegi helyzetével, valamint Szencse falu egyesítést megelőző történetével külön szócikkben foglalkozunk.)
A lakosok döntő többsége római katolikus, akik a nagymányai plébánia kisbellegi filiáját alkotják. (2002 júliusáig a barsfüssi plébániához tartoztak.) Az itt élők döntő többsége szlovák nemzetiségű.

## Gazdaság
Aktív korú lakói többségének jelenleg még a mezőgazdaság és a környék (leginkább Érsekújvár, Léva) ipari, kereskedelmi és szolgáltatóegységei nyújtanak megélhetést, de egyre több azok száma, akik a növekvő idegenforgalomból is profitálnak.

## Történelem
A területen a régészek neolit korabeli (Kr. e. 4000-ből való) és római kori barbár leleteket tártak fel. A település első említése – Bilegi formában – 1075-ből való. Ebben az – egyes történészek szerint utólag hamisított – oklevélben I. Géza a Szent Benedek-rendieknek (garamszentbenedeki apátság) adományozott kétekényi itteni földterületet.
A település neve személynév eredetű, egyes feltevések szerint a később Zala vármegyében elterjedt Billege családra utal. Az alapul szolgáló személynév eredete is vitatott. A magyar történészek az ótörök eredet mellett érvelnek, míg a szlovákok szerint a szláv „Bielek” személynévre vezethető vissza. Vannak azonban olyan nézetek is, hogy a magyar „billeg” igéből, esetleg a „(barázda)billegető” madárnévből ered a falu neve.
Kezdeti időkben lakói inkább magyarok lehettek. 1156-ban – amikor Beleg a neve – már a barsi esperesség egyik kevésbé jövedelmező egyháza, melynek dézsmáját az esztergomi érsek átadta a káptalannak.
1209-ben a pápa megerősítette az apátságot a falu birtoklásában.
1245-ben Rendvei Salamon az itteni és pozbai földjét 4 ezüst M-ért eladta Pethe fia Herc-nek.
1299-ben – amikor Byleg néven említik – Bethe fia Tamás a birtokosa. A XIII. sz. végén Bellegi Lampert itteni földeket vett zálogba Rendvei Pétertől.
Az 1284-ben említett Bellegi László (Bakai Mihály szerviense) egyesek szerint a faluból származott. 1317-ben Csák Máté visszaadta Belleget Lampert fia Andrásnak.
1331-ben – Vythalius fia Lampert halála után – az özvegy a birtokot az esztergomi érsekre hagyományozta, majd amikor 1332-ben Lampert lánya, Katha is özvegységre jutott, az ő birtokrészét 50 M-ért vásárolta meg az érsek.
1395-től Baracskai János a falu legnagyobb földesura, majd 1413-ban a Balogh család tulajdonába került. 1426-ban Belygh néven említik egy vitás föld kapcsán.
A 16. század elején – a lévai uradalom falujaként – Lévai Zsigmond, később Haraszti Ferenc a földbirtokosa. 1512-ben a pálosok kapták egy részét ajándékba, akik megépítették határában a máriacsaládi (Mariánskej Ceľadi) kolostort.
A török időkben elpusztult Belleget a XVII. században tótokkal népesítették újra. 1786-ban II. József feloszlatta a pálos rendet, s onnantól ismét az esztergomi érsek a legnagyobb földesúr.
Az egyház mellett azonban több birtokos is osztozott a falun. 1851-ben Fényes Elek az alábbiakat jegyezte fel a településről:
„Bellegh tót falu Bars vármegyében, Füss filialisa, 247 katholikus lakos.
Határa olyan mint Baracskáé.
(Dombos, de termékeny; legelője sok, és juhoknak nagyon egészséges; erdeje derék, szilvás s más gyümölcsös kertjei messze kiterjednek; bort is termeszt.)
Utolsó postája Verebély”.
A településsel kapcsolatos okiratokon a Heimann, a Kurucz és a Turányi családnevek is szerepelnek. Belleg falu nevét Kisbellegre 1906-ban változtatták. A XX. század elején a Bars vármegye verebélyi járásához tartozó kisközség római katolikus elemi iskolával, KALOT szervezettel, vendéglővel, valamint 286 tót és cigány lakossal (1910) rendelkezett.
Körjegyzőségi székhelye, utolsó postája és távíróhivatala Barsfüssön működött. Lakói jobbára földművelésből és állattenyésztésből éltek, de többeknek az erdészet és a közlekedés adott megélhetést.
Trianon döntése következtében 1920-ban Csehszlovákiához került, s 1927-ben Belek formára tótosodott a neve.
1930-ban a 491 lakosa közül 422 vallotta magát szlováknak.
1938-1945 között ismét Magyarországhoz tartozott.
A magyar szempontból vesztes második világháborút követően újra Csehszlovákiának adták.
1960-ban – Szencsével történt egyesítésekor – önálló történelmét elveszítette, onnantól Bellegszencséhez tartozik.
Az egyesített település 1993-tól – a csehszlovák állam felbomlása óta – Szlovákia része.

## Látnivalók
- Kisbelleg legjelentősebb építészeti értéke az 1905-ben (más források szerint a XIX. század végén) épült, 1906 augusztusában Szűz Mária tiszteletére felszentelt, homlokzati tornyos római katolikus kápolna.
- Említést érdemel még a templom előtt álló Szűz Mária-szobor is.